# Friulska Wikipedia
Friulska Wikipedia – edycja Wikipedii tworzona w języku friulskim.
Na dzień 1 kwietnia 2007 roku edycja ta liczyła 1860 artykułów. W rankingu wszystkich edycji językowych, opublikowanym także 1 kwietnia tegoż roku, zajmowała 114. pozycję.